# Ivica Frković
Ivica Frković (Lički Novi, 3. veljače 1894. - Buenos Aires 21. veljače 1980.) bio je hrvatski ministar šuma i ruda za vrijeme Nezavisne Države Hrvatske. Nakon drugog svjetskog rata odlazi u Argentinu u Ministarstvo poljodjelstva i stočarstva.

## Životopis
Frković je rođen u Ličkom Novom, a Gimnaziju je završio u Gospiću. Šumarstvo je studirao na Šumarskoj akademiji u Zagrebu na kojoj je diplomirao 1919., međutim, studij mu je bio prekinut na duže od četiri godine zbog sudjelovanja u prvom svjetskom ratu.
U državnu službu u svojstvu privremenog šumsko-inženjerskog pristava stupio je 24. kolovoza 1919. Služio je kao šumarski činovnik u Državnom šumarskom uredu na Sušaku. Slijedi rad u Šumariji Ljeskovac, odakle je 1925. g. premješten u državnu šumariju u Pitomači u Podravini, ali već krajem godine premješten je u Ministarstvo šuma i ruda u Beograd, uz promaknuće za inspektora prve kategorije i postavljen je za šefa Personalnog odsjeka Generalne direkcije šuma. Budući da je na to mjesto postavljen na prijedlog pomoćnika ministra, kad je ovaj smijenjen i Frković je razriješen dužnosti u odsjeku, pa radi u raznim referadama do 1934. kad je premješten na Sušak, a odatle nakon nekoliko mjeseci Direkciji u Zagreb.
Osnivanjem Banovine Hrvatske, u rujnu 1939. prelazi u Bansku upravu Banovine, a početkom 1940. imenovan je predstojnikom Odjela za šumarstvo. Na toj dužnosti ostao je do početka 1941. kad je umirovljen kao nepoćudan.
Uspostavom NDH, Frković je 14. travnja 1941. imenovan za ministra šuma i ruda na kojem mjestu ostaje do listopada 1942., kad se reorganizirala vlada. Frković je tada obavljao razne političke dužnosti, sve do mjesta povjerenika za Bosnu u Sarajevu. Za svoj rad u to vrijeme primio je Velered Krune Kralja Zvonimira s Danicom i mačevima. Tako visoko odlikovanje daje pravo na nošenje naslova vitez.
Po slomu NDH, u svibnju 1945. odlazi u emigraciju. Najprije boravi u Austriji pod raznim imenima, a 1948. s ostalim šumarima emigrantima odlazi u Argentinu u Ministarstvo poljodjelstva i stočarstva, u Direkciju za šume Narodnoga šumarskog instituta (IFONA). Tu radi s ostalim kolegama na poslovima uređenja šuma i sastavljanju šumskoga katastra.
U Argentini nije postojao posebni zakon o šumama i njihovu iskorištavanju i uzgoju, kao što nije bilo ni školovanih šumara, pa su njihov posao obavljali inženjeri agronomije, koji su tijekom studija na agronomskom fakultetu apsolvirali i jednogodišnji studij šumarstva. U nesređene argentinske šume ljudi su rijetko zalazili, pa su mnogi predjeli, jezera, rijeke i razni geomorfološki oblici u njima bili bez imena i nepoznati. U sređivanju tog stanja argentinskoj su državi vrlo mnogo pomogli već ranije afirmirani i u šumarskoj znanosti dokazani hrvatski diplomirani inženjeri šumarstva, koji su doprli do Argentine. Među njima se je posebno istaknuo Ivica Frković.
Uočivši pitanja i potrebe argentinskog šumarstva i gospodarstva, Ivica Frković je na temelju svoga stručnog znanja bez pomoći stručne literature s kolegama izradio više stručnih elaborata, i među njima plan upravljanja Cuarte Forestal Lago Epeyen u Provinciji Chubut, koji je kao prva osnova toga tipa u cijeloj Južnoj Americi korišten kao uzor za stvaranje osnova za druge šumske komplekse.
Frković je predvodio skupinu hrvatskih inženjera u istraživanju i uređenju golemoga argentinskog neobilježenog šumskog prostranstva, koje su hrvatski šumari krstili raznim hrvatskim osobnim i zemljopisnim imenima. Tako se zahvaljujući hrvatskim političkim emigrantima dogodilo da su pojedine do tada bezimene argentinske planine, rijeke, jezera, slapovi, potoci, uvale i doline dobile hrvatska imena, pa u nacionalnom parku Neuquen na argentinsko-čileanskoj granici postoje rijeke koje su od studenoga 1952. imenjakinje rijeka Bosne i Like, od godine 1953. imenjakinje rijeka Bosuta, Cetine, Korane i Une i od početka godine 1954. imenjakinje rijeka Save, Drave, Mure i Drine. Te poslove Frković nije napuštao do umirovljenja, iako su mu nuđena bolja mjesta. Uostalom, i na tom mjestu uvodio je mlade šumarske inženjere u stručne poslove.
Ivica Frković je umro u Buenos Airesu 21. veljače 1980.